# 競馬ニホン
『競馬ニホン』（けいばニホン）は、大阪市を拠点とする、関西を中心とした中央競馬の予想専門紙。

## 概要
発行元は株式会社前夜通信社。1932年（昭和7年）創業の歴史ある会社である。社名の由来は、太平洋戦争前の頃の競馬において、翌日のレースに出走する馬の登録馬名（当時、出走馬と枠順の確定は、レース当日の朝であった）と、予想を掲載した出馬表と呼ばれる出版物を、レース前夜に発行したことから取られている。
毎週原則として競馬開催前日の金曜・土曜日に新聞を発行。京阪神を中心とした西日本各地の主要駅売店、競馬場・ウインズ、コンビニエンスストアにて新聞を販売していたほか、e-SHINBUN（イー新聞）で電子版を提供。また、携帯電話各社と業務提携を結んでいた他、放送メディアにもラジオNIKKEI、グリーンチャンネルの競馬中継の解説として記者（トラックマン）が出演していた。
競合他紙が1990年代より次々に紙面をカラー化していったのに対し、休刊までモノクロ紙面であった。
関東の情報は創刊当時に縁が深かった『ダービーニュース』と業務提携を結んでいた（2013年まで）。
1984年（昭和59年）6月までは、同じ関西系の『週刊競馬ブック』より先に週刊誌『競馬ニホン週刊号』も発行しており（資料編については2005年7月まで発行）、競馬評論家の志摩直人の連載コラムなどが人気を博した。
インターネットへの進出は早く、1995年（平成7年）にウェブサイトをオープンした。
2018年4月6日に、諸般の事情により4月15日号をもって一旦休刊すると発表。Webサイトについてはそれに先立って4月8日に全サービスを終了。2019年2月からホームページは通販サイトにリニューアルした。

## 放送系メディアとの関係
競合紙の競馬ブックが毎日放送（MBSラジオ、『日曜競馬』→『みんなの競馬』→『GOGO競馬サンデー!』）やカンテレ（『DREAM競馬』）などへ積極的にスタッフを派遣していたのに対し、競馬ニホンは1965年（昭和40年）にスタートした日本短波放送第2プログラム『中央競馬実況中継』を中心とし、同局以外への出演は朝日放送（ABCラジオ、『ABC中央競馬中継』）など一部に限られた。

### 放送出演経験のあるトラックマン
- 青木雅人 - ABCラジオ『THE KEIBA』→『オン・ザ・ターフ!』→『ジョッキー・ルーム』を歴任。2014年に定年退職。
- 荒木敏宏 - 休刊後、フリーの評論家としてラジオNIKKEI『中央競馬実況中継』（第2放送・日曜）に着任。
- 石井大輔 - 休刊直前の2018年4月8日、ラジオNIKKEIに出演。休刊後、研究ニュース（関西版）に移籍。
- 清水敬三 - ラジオNIKKEI（第2放送・日曜）を歴任。
- 辻俊典 - ラジオNIKKEI（第2放送・日曜）パドック解説。就任当初は主に日曜午後の時間帯だったが、休刊直前には日曜日<原則として。月曜日が祝日となった場合の3日間開催であれば月曜担当となる場合あり>の全レース担当になっていた。2018年3月25日放送限りで退任。
- 豊沢信夫 - ラジオNIKKEI（第2放送・日曜）を歴任。休刊後、エージェント活動に専念。
- 信根隆二 - ラジオNIKKEI（第2放送・日曜）に出演。休刊後、競馬ブック（栗東本社）に移籍。

## CMソング
- バスケットシューズ「馬にしてみれば」（1976年）[4][5]